# Caucete (departement)
Caucete is een departement in de Argentijnse provincie San Juan. Het departement (Spaans:  departamento) heeft een oppervlakte van 7.502 km² en telt 33.609 inwoners.

## Plaatsen in departement Caucete
- Bermejo
- Ciudad de Caucete
- El Rincón
- Marayes
- Las Chacras
- Las Talas
- Los Médanos
- Pie de Palo
- Vallecito
- Villa Independencia